# Masaï (race bovine)
Pour le peuple, voir Maasaï.
La masaï est une race bovine kényane et tanzanienne.

## Origine
Cette race est élevée par le peuple Masaï depuis des siècles. Elle appartient aux zébus amenés par les Arabes dans la corne de l'Afrique. Cette race a bénéficié de plus d'un millénaire d'acclimatation, lui permettant une remarquable capacité à supporter les rudesse de son climat tropical sec. Les troupeaux sont le reflet de la richesse et de la respectabilité des familles. La vache a un caractère presque sacré chez un peuple qui en vit exclusivement. En effet, ses membres ne consomment que rarement fruits et légumes. Autrefois, les guerriers Massaï prouvaient leur bravoure en allant dérober du bétail aux peuples sédentaires.

## Morphologie
Elle porte une robe bariolée. Toutes les couleurs existent, mais les éleveurs sélectionnent souvent les animaux à belle robe. Les vaches mesurent 125 cm pour 360 kg en moyenne. Les mâles mesurent 140 cm pour 400 kg. C'est une race de grande taille. Cet aspect est dû à la taille des troupeaux. Les vaches sont traites à tour de rôle, ainsi les veaux ont beaucoup de lait.

## Aptitudes

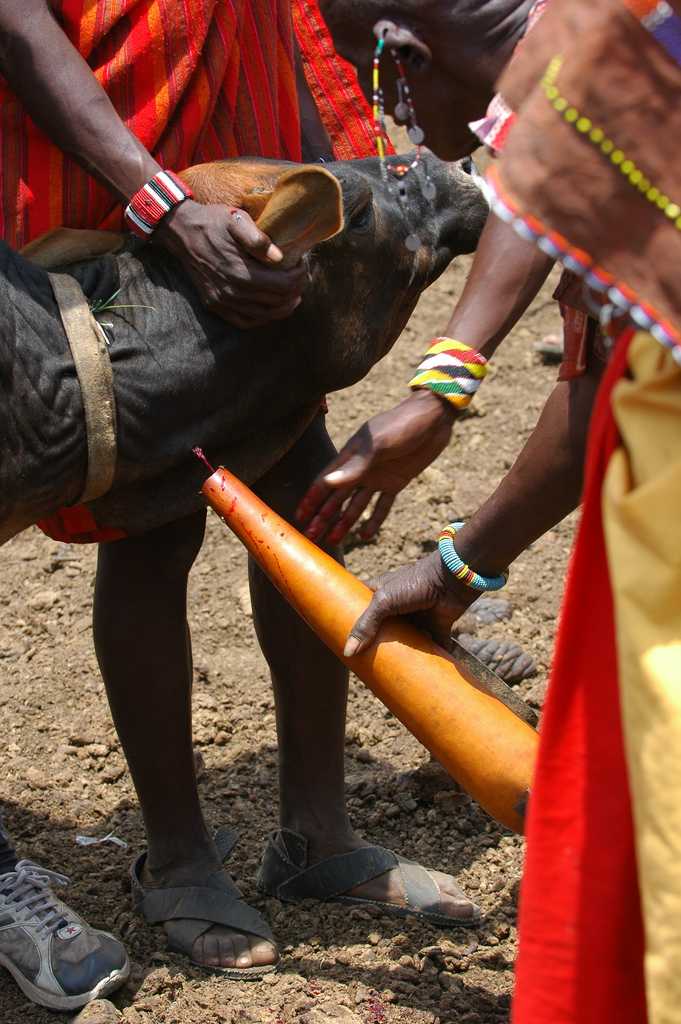
Prélèvement de sang sur un bovin.

Cette race est utilisée pour la fourniture de lait et de sang. Le sang est tiré de l'artère carotide, mélangé à du lait dans un récipient nettoyé à l'urine pour être désinfecté. La taille des troupeaux permet une rotation tous les mois pour ne pas épuiser les bêtes. La viande est consommée en particulier pour fêtes.
Cette race est rustique. Elle supporte les périodes de sécheresse et peut ensuite récupérer rapidement de sa perte de poids. Ce sont des animaux endurants, aptes à de longues marches pour rechercher nourriture et point d'eau.